# جوزيف هوبير ماغواير
جوزيف هوبير ماغواير (بالإنجليزية: Joseph Hubert McGuire)‏ هو مهندس معماري أمريكي، ولد في 21 يناير 1866 في نيويورك في الولايات المتحدة، وتوفي في 28 أبريل 1947 في بيلهام في الولايات المتحدة.

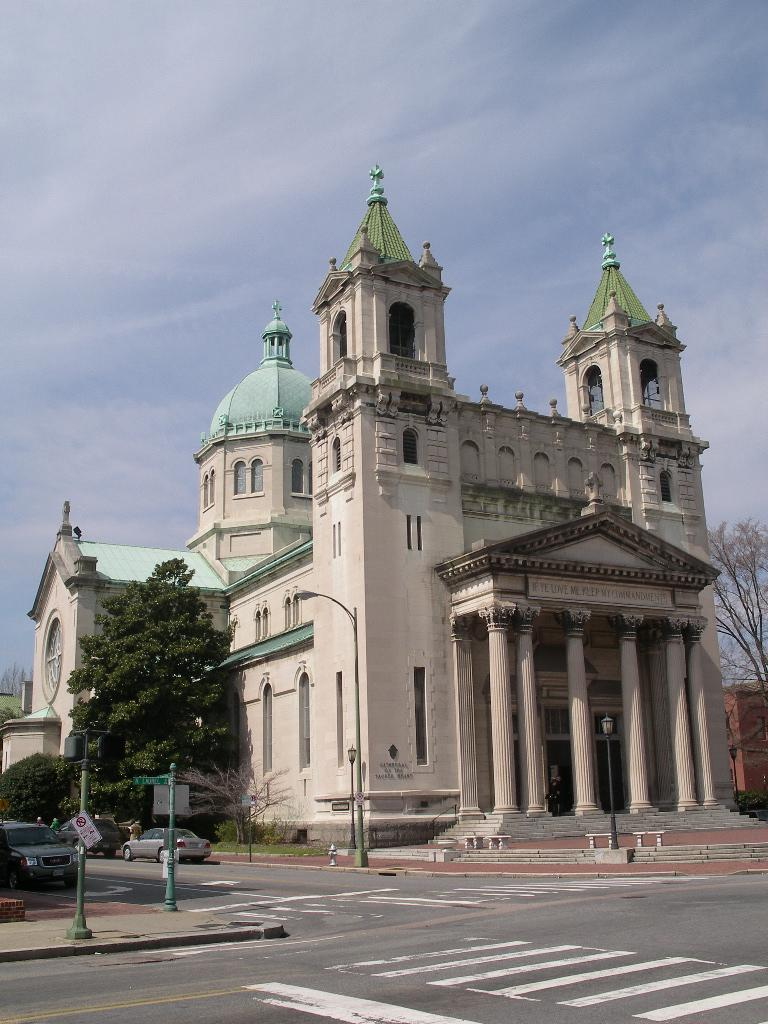
كاتدرائية ساكرد هارت، من تصميمه